# Jacinto Vera (Montevideo)
Jacinto Vera es uno de los 62 barrios oficialmente reconocidos de Montevideo (Uruguay). Ubicado políticamente en el Municipio C, recibe su nombre por el monseñor Jacinto Vera, primer obispo del Uruguay, beatificado por el papa Francisco en 2023.
Se trata de un barrio residencial de clase media, dominado por arquitectura baja, y comprendido entre el Bulevar Artigas, las avenidas Garibaldi y General Flores, y las calles Presbítero Lorenzo Fernández, Colorado y Cufré. Limita con los barrios de Larrañaga al este, La Figurita al oeste y suroeste, La Comercial al sur, Bolívar al noreste y Brazo Oriental al norte.

## Historia
El barrio nació en 1895, cuando el empresario Francisco Piria comenzó a al lotear y rematar lo que hasta entonces era un paraje de chacras, zanjones y hondonadas. Nombró la zona en honor al monseñor Jacinto Vera, primer obispo de la ciudad (1813-1881).
En la zona en la que se emplaza el barrio fue testigo de uno de momentos más destacados de la historia uruguaya: en la entonces Panadería de Vidal (actuales calles Lorenzo Fernández, Pedernal, Yaguarí y Joaquín Requena) el 11 de septiembre de 1811 se realizó la primera Asamblea de los Orientales, convocada por José Artigas.
El 25 de agosto de 1910 se inauguró el edificio de la Escuela Militar de Uruguay, diseñado por el arquitecto Alfredo Campos. Emplazado sobre la Avenida Garibaldi –en la zona sur del barrio–, en 1969 dejó de servir como sede de la institución y desde entonces alberga al Comando General del Ejército Nacional.

## En la cultura popular
- El poeta Líber Falco –nacido y criado en el barrio–, escribió:  "Yo nací en Jacinto Vera / qué barrio Jacinto Vera / ranchos de lata por fuera y por dentro de madera./ De noche blanca corría / blanca corría la luna / y yo corría tras ella./ De repente se perdía, / de repente aparecía / entre los ranchos de lata / y por adentro madera / Ah luna, mi luna blanca / luna de Jacinto Vera !."[2]